# 広島市立城山中学校
広島市立城山中学校（ひろしましりつじょうやまちゅうがっこう）は、広島県広島市佐伯区城山二丁目にある公立中学校。

## 概要
ICT教育を実施しており、様々な指定を受けている中学校である。2008年（平成20年）から2年間、文部科学省委託事業として教育情報化総合支援事業ICT化支援校の指定を受けた。
広島市からは平成22年学校教育ICT化支援事業モデル校の指定を受け、文部科学省委託事業の「確かな学力の育成に係る実践的調査研究事業」や、パナソニック教育財団実践研究助成校などの指定も受けている。
2015年度（平成27年度）もパナソニック教育財団の実践研究助成校の指定を受けている。iPadを活用した授業などを行っている。

## 沿革
- 1987年（昭和62年）4月1日 - 広島市立三和中学校より分離され設立。

## 部活動

### 体育部
- 野球部
- 陸上部
- 卓球部
- バレー部
- バスケットボール部

### 文化部
- 美術部
- 吹奏楽部

## 校区
- 広島市立八幡小学校の校区[4]
  - 五日市町大字保井田、五日市町大字薬師ケ丘、五日市町大字八幡ケ丘、五日市町大字八幡ケ丘三丁目、五日市町大字寺田、八幡一丁目（五日市学区分を除く）、八幡二丁目～八幡五丁目、八幡が丘一丁目、八幡が丘二丁目、薬師が丘一丁目～薬師が丘四丁目、城山二丁目

## アクセス
- JR山陽本線 五日市駅下車
- 広島電鉄宮島線 楽々園駅下車